# Falcon Patrol
Falcon Patrol è un videogioco di combattimento aereo pubblicato nel 1983 per Commodore 64 da Virgin Games, e uscito come Skyhawk sul Commodore VIC-20. Sempre come Skyhawk, a volte scritto Sky Hawk, ne uscirono nel 1986 versioni per Commodore 16, Acorn Electron, BBC Micro e MSX, pubblicate da Bug-Byte.
Il seguito è Falcon Patrol II.

## Modalità di gioco
Falcon Patrol è un gioco di tipo sparatutto a scorrimento con visuale laterale, ambientato in un paesaggio urbano con clima desertico che ricorda il Medio oriente. Il paesaggio ha aspetto tridimensionale ma l'azione di gioco è bidimensionale. Il giocatore è alla guida di un aereo da caccia con capacità VTOL e deve affrontare aerei nemici.
L'aereo può muoversi a varie velocità, compreso stare fermo in aria e decollare/atterrare verticalmente; il paesaggio può scorrere orizzontalmente in entrambe le direzioni e in modo ciclico (dopo un po' si torna al punto di partenza), in modo simile al classico Defender. È presente anche una minimappa dell'area.
Il jet è armato di missili aria-aria sparabili orizzontalmente, ha munizioni e carburante limitati e di entrambi può fare rifornimento atterrando su apposite piattaforme.
Gli aerei nemici sparano in modo simile e sganciano bombe per distruggere le piattaforme di atterraggio, cercando di lasciare il giocatore senza rifornimenti o anche di eliminarlo direttamente insieme alla piattaforma mentre si sta rifornendo.
Eliminati tutti gli aerei di un'ondata, ne arriva una successiva senza cambi di scenario.
Le principali differenze in Skyhawk sono il paesaggio non desertico ma verdeggiante e l'impossibilità di scendere troppo in basso e schiantarsi contro il terreno.